# Vincent Dutreuil
Vincent Dutreuil, né le 10 mai 1973 à Thessalonique, en Grèce, est un dessinateur français de bande dessinée.

## Œuvre
- Ada Enigma (dessin), avec François Maingoval (scénario), Glénat, coll. « Carrément BD » :

1. Les Spectres du Caire, 2000  (ISBN 2-7234-3262-9)[2]
2. La Double Vie d'Ada Enigma, 2001  (ISBN 2-7234-3410-9)
3. Une Histoire infernale, 2002  (ISBN 2-7234-3724-8)

- Kaze - Cadavres à la croisée des chemins, La Boîte à bulles, 2011  (ISBN 978-2-84953-120-4)
- Racines, Vincent Dutreuil, Glénat, coll. « Grafica » :

1. Daniel, 2004  (ISBN 2-7234-4191-1)[3]
2. Sarah, 2006  (ISBN 2-7234-4727-8)

- Animal Wars Comic : Cochon qui s'en dédit !, AW! Comics, 2017  (ISBN 978-2-9561807-0-8).
- Michel Vaillant : Nouvelle Saison (dessin), avec Benjamin Benéteau (dessin) et Denis Lapière (scénario), Graton :

1. 13 Jours, 2019. Album co-scénarisé par Jean Graton.
2. Duels, 2020.
3. Pikes Peak, 2021.

- Olympique lyonnais (dessin), avec François Maingoval (scénario), Dupuis, coll. « Sport collection » :

1. Qui a volé OL-Bot ?, 2019.
2. Rivalité virtuelle, 2021.